# 高坛
高壇（？—？），字用明，浙江紹興府山陰縣人，軍竈籍，明朝政治人物。

## 生平
弘治十一年（1498年）浙江鄉試第四十五名舉人。弘治十五年（1502年）中式壬戌科三甲第六十八名進士。弘治十七年（1504年）任嘉定县知县。

## 家族
曾祖高尚□；祖父高繸；父高蕚，母李氏。